# Duchessepotatis

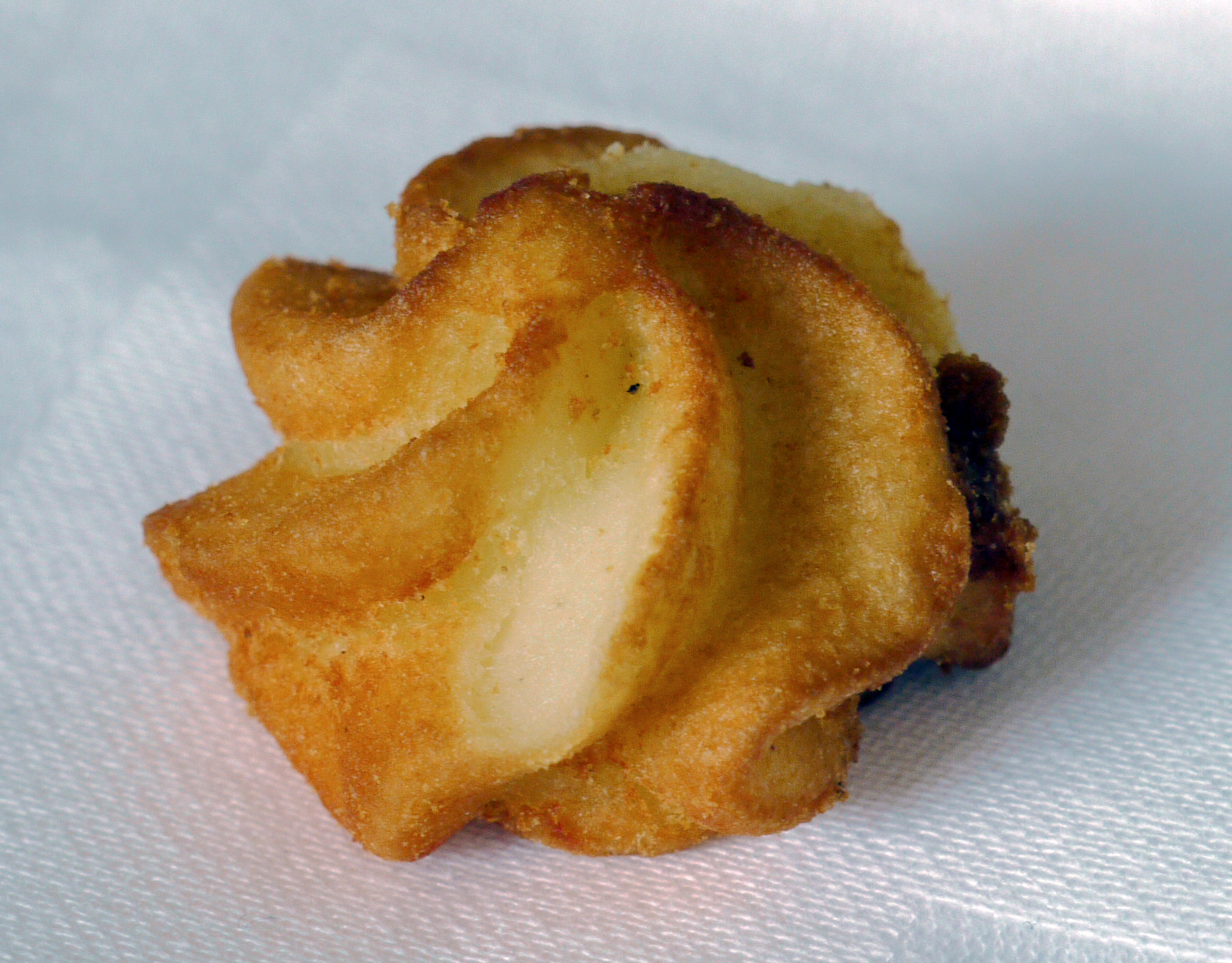

Duchessepotatis (efter franskans pommes duchesse) är en finare form av gratinerat potatismos med fast karaktär som innehåller äggula och smör eller matolja. 
Ca 2-3 äggulor per kg potatis, malen vitpeppar och salt för kryddning samt ca 1-2 matskedar klarifierat smör eller olja. Duchesse skall vara torr och fast i konsistensen, potatisen bör därför stå och ånga av före passering och grädde eller mjölk tillsätts aldrig i duchesse. 
Moset spritsas normalt i toppar på en plåt före ugnsgratineringen, och serveras exempelvis som tillbehör till fisk och kötträtter. Färdiglagad, fryst duchessepotatis förekommer också.